# Cồn Cỏ
Cồn Cỏ là một đặc khu thuộc tỉnh Quảng Trị, Việt Nam.

## Địa lý

### Vị trí địa lý
Cồn Cỏ cách Mũi Lay 27 km về phía đông, có vị trí ở 17°10' vĩ bắc và 107°21' kinh đông. Trước khi thành lập huyện đảo Cồn Cỏ, đảo thuộc xã Vĩnh Quang, huyện Vĩnh Linh và do Bộ CHQS tỉnh Quảng Trị quản lý. Từ ngày 17 tháng 6 năm 2025, các đơn vị hành chính cấp huyện bị giải thể, Cồn Cỏ trở thành đặc khu trực thuộc tỉnh Quảng Trị.
Cồn Cỏ là một đảo nhỏ ở Biển Đông, thuộc tỉnh Quảng Trị, miền Trung. Diện tích của đảo khoảng 2,1 km². Nhìn trên bản đồ, đảo có hình dạng tương đối tròn.

### Vai trò địa lý
Đảo Cồn Cỏ được coi là dấu mốc để bắt đầu vẽ đường cơ sở của lãnh hải Việt Nam.Được đánh dấu điểm là A11

## Lịch sử
Theo các nhà khảo cổ học với những phát hiện mới nhất, ở khu vực Bến Nghè của đảo đã tìm thấy nhiều công cụ đá của con người thời đá cũ cách đây hàng vạn năm. Trong thời gian của những thế kỷ đầu Công nguyên, Cồn Cỏ có thể từng là kinh đô của nước tiểu kỳ giới ,có một phần lãnh thổ nằm Đồng Hới Quảng Bình sau này đã từng là địa bàn cư dân Chămpa đặt chân đến.
Trong khoảng thế kỷ 17 - thế kỷ 18, trên con đường giao lưu buôn bán, cư dân Đại Việt cũng đã coi Cồn Cỏ là một điểm dừng. Những phát hiện khảo cổ học ở khu vực Bến Tranh trong tháng 7 năm 1994 đã ghi nhận điều đó.
Tương truyền rằng, dưới thời nhà Nguyễn, Cồn Cỏ là nơi đầy ải của những người có tội. Ở đây, bộ đội đảo khi khơi một giếng cũ (không rõ được đào từ thời nào) đã tình cờ phát hiện một bộ hài cốt cùng với xích cùm bằng sắt.
Huyện Cồn Cỏ được thành lập theo nghị định số 174/2004/NĐ-CP ngày 1 tháng 10 năm 2004, trên cơ sở đảo Cồn Cỏ thuộc xã Vĩnh Quang (nay là thị trấn Cửa Tùng), huyện Vĩnh Linh.
Tỉnh Quảng Trị đã làm lễ ra mắt huyện đảo này ngày 18 tháng 4 năm 2005.

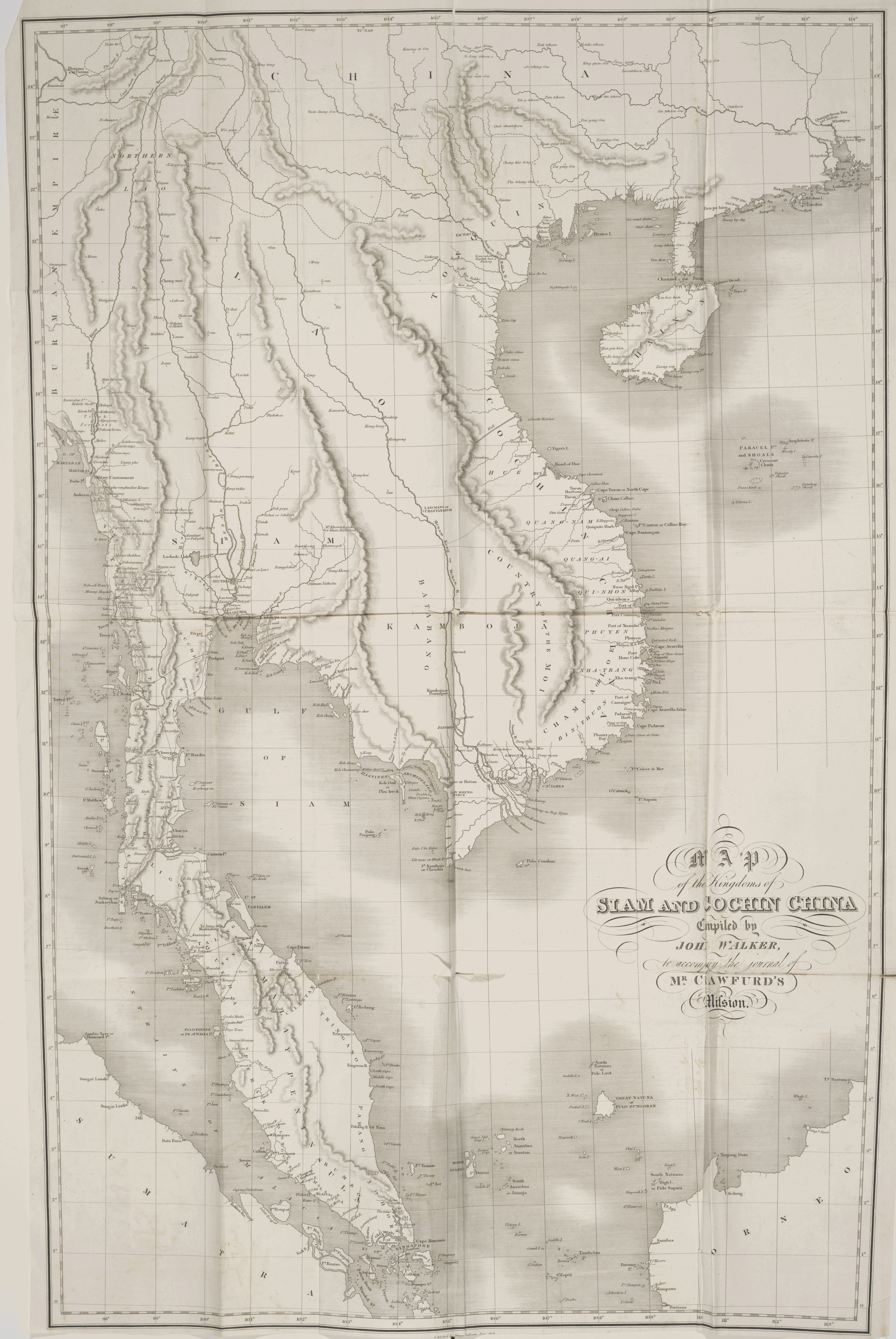
Bản đồ Xiêm và Cochin China (Việt Nam) (năm 1820-1829) do John Crawfurd vẽ.

Trong tư liệu và bản đồ hàng hải nước ngoài như An Nam đại quốc họa đồ (1838) hoặc Bản đồ Xiêm và Cochin China (Việt Nam) (năm 1820-1829) do John Crawfurd vẽ, Cồn Cỏ được gọi là Hòn Cổ, Tigris Insula, Tiger's Island, Đảo Cọp, Đảo Hổ.
Ngày 16 tháng 6 năm 2025, Ủy ban Thường vụ Quốc hội ban hành Nghị quyết số 1680/NQ-UBTVQH15 về việc sắp xếp các đơn vị hành chính cấp xã của tỉnh Quảng Trị năm 2025. Theo đó, sắp xếp toàn bộ diện tích tự nhiên, quy mô dân số của huyện Cồn Cỏ thành đặc khu có tên gọi là đặc khu Cồn Cỏ.

## Hành chính
Huyện không tổ chức bộ máy cấp xã, hiện tại có KDC Thanh niên xung phong với 13 hộ dân, trong đó có trưởng KDC. Bộ máy tổ chức cấp huyện gồm: Huyện Ủy, HĐND, UBND, UBMTTQ, các tổ chức đoàn thể và các tổ chức khác.
- Huyện Ủy (Ban xây dựng đảng và UBKT)
- HĐND huyện (Ban KTXH)
- UBND huyện (Văn phòng HĐND&UBND và Phòng Kinh tế - Xã hội)
- Ủy ban MTTQ huyện
- Đoàn TNCS Hồ Chí Minh huyện
- Hội Liên hiệp Phụ Nữ huyện
- Liên Đoàn lao động huyện
- Hội Cựu chiến binh huyện
- Hội khuyến học huyện
- BCH Quân sự huyện
- Công An huyện
- Chi cục Thuế huyện
- Trung tâm Dịch vụ Du lịch
- Đồn Biên phòng Cồn Cỏ
- Trạm Ra đa Cồn Cỏ
- Trường Mầm non Hoa Phong Ba.

## Cơ sở vật chất
Tháng 11/2015, Ủy ban nhân dân tỉnh Quảng Trị phối hợp với Bộ Giáo dục và Đào tạo (Việt Nam) tổ chức khánh thành Trường mầm non - tiểu học Hoa Phong Ba. Đây là ngôi trường kiên cố đầu tiên được xây dựng trên đảo này kể từ ngày đảo này chuyển từ đảo quân sự thành đảo dân sự. Tổng vốn đầu tư xây dựng trường gần 5 tỉ đồng, do Tổng công ty cổ phần Khoan và dịch vụ khoan dầu khí tài trợ.